# هندسة مشاريع

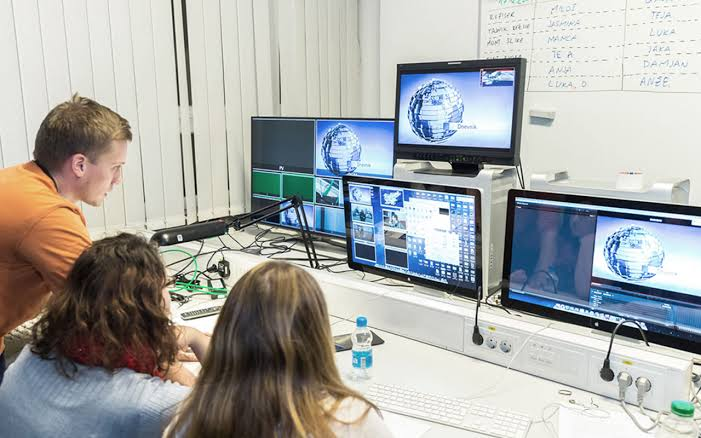
هندسة مشاريع

هندسة مشاريع وهو أحد اختصاصات هندسة النظم، حيث يطبق المعارف والأساليب المتبعة في هندسة النظم لتصميم وتطوير العمل التجاري. يهتم هذا الاختصاص بفحص كل جانب من جوانب المشروع، بما في ذلك العمليات التجارية، وتدفق المعلومات، والهياكل التنظيمية. كما يمكن أن تركز هندسة المشاريع على تصميم كامل المشروع أو على تصميم جزء مكمل من المشروع.